# Will Langhorne
William „Will” Langhorne (ur. 29 lipca 1974 roku w Waszyngtonie) – amerykański kierowca wyścigowy.

## Kariera
Langhorne rozpoczął karierę w wyścigach samochodowych w 1996 roku od startów w Skip Barber Eastern Regional Series, gdzie został mistrzem oraz w Festiwalu Formuły Ford, gdzie był piętnasty. W tym samym sezonie zaliczył również gościnne starty w Skip Barber Southern Regional Series. W późniejszych latach pojawiał się także w stawce edycji zimowej Formuły Vauxhall, Barber Dodge Pro Series, FIA GT Championship, CART Toyota Atlantic Championship, American Le Mans Series, Porsche Supercup (2002, 2007-2012), IndyCar, Formuły 3000, ARCA Series, Światowego Pucharu Porsche Carrera, 24H Dubai.
W Formule 3000 wystartował w pięciu wyścigach sezonu 2003. Nigdy jednak nie zdobywał punktów. Został sklasyfikowany na 21 miejscu w klasyfikacji generalnej. W IndyCar w 2002 roku uzbierane 36 punktów dało mu 36 pozycję.